# Biblioteksstyrelsen
Biblioteksstyrelsen (indtil 1997: Statens Bibliotekstjeneste) var 1990-2008 et centralorgan på biblioteksområdet og regeringens rådgiver i spørgsmål vedrørenede folke- og forskningsbiblioteker. 
Statens Bibliotekstjeneste blev dannet i 1990 ved sammenlægning af Bibliotekstilsynet og Rigsbibliotekarembedet. Leder var rigsbibliotekar Morten Laursen Vig. I 1997 skiftedes navn til Biblioteksstyrelsen, hvor Jens Thorhauge blev direktør.
Biblioteksstyrelsen blev i 2008 sammenlagt med Mediesekretariatet under navnet Styrelsen for Bibliotek og Medier.

## Danbib
Styrelsens vigtigste opgave var koordinering af edb-udviklingen i folke- og forskningsbibliotekerne. I 1990 tog Statens Bibliotekstjeneste et initiaitv på edb-området, som bestod af tre dele: 1. Der skulle etableres et datafællesskab af de forskellige elektroniske katalogdatabaser, således at de blev samlet i en base. 2. Der skulle udvikles en elektronisk låneformidling og et netværkssamarbejde, herunder adgang til at søge i udenlandske baser. 3. Der skulle udvikles et elektronisk biblioteksafgiftssystem til afløsning af manuelle rutiner. På katalogområdet resulterede projektet i den fælles database DanBib. Det skete i samarbejde med Dansk Bibliotekscenter. 

## UBIS-udvalget
Kulturministeriet nedsatte et udvalg til at kulegrave informationssamfundets konsekvenser for bibliotekerne. Det skete med Udvalget om Biblioteker i Informationssamfundet, kaldet UBIS, der i slutningen af 1997 afgav en rapport Betænkning om bibliotekerne i informationssamfundet. Hovedsynspunktet var, at der skulle ske væsentlige ændringer i bibliotekernes hidtidige opgaver i lyset af edb-udviklingen. Udvalget anbefalede, at bibliotekerne ud over udlån af bøger også burde tage de nye medier til sig, og at dette burde være obligatorisk. Desuden burde bibliotekerne sikre, at internettet skulle være for alle. UBIS-udvalget fastslog samtidig, at intet bibliotek kunne være selvforsynende med litteratur. Derfor var en forenkling nødvendig af bibliotekernes samarbejde om indbyrdes lån af bøger, det såkaldte interurbane lånesamarbejde. Det blev understreget, at alle borgere gennem bibliotekerne skulle have adgang til offentlig information og service, også i elektronisk form.

## Ny pligtafleveringslov
På baggrund af UBIS-udvalgets anbefalinger vedtog Folketinget i 1997 en ny pligtafleveringslov, som erstattede den gældende lov fra 1927. Med den nye lov fik Danmark en moderne pligtafleveringslov, der foruden at omfatte AV-materialer og digitale udgivelser i fysisk form også gjaldt statiske værker, lagt på internettet. Ved en revision af loven i 2004  skete der en betragtelig udvidelse af pligtafleveringen, som nu også omfattede materiale, der var offentliggjort på internettet samt radio- og fjernsynsudsendelser.

## Lov om Biblioteksvirksomhed 2000
Ligeledes på basis af UBIS-udvalgets anbefalinger udarbejdede Biblioteksstyrelsen i samarbejde med Kulturministeriet et forslag til  Lov om biblioteksvirksomhed, som byggede på visionen om, at alle landets borgere skulle have elektronisk adgang til alle landets biblioteker. Det hedder i § 16, stk. 2: ”Staten bidrager til, at den nationale fælles bibliotekskatalog i videst muligt omfang stilles til rådighed for enhver ved adgang via internet”. Den  nye lov indeholdt også et afsnit om forskningsbibliotekernes inddragelse i det interurbane lånesamarbejdet. Hermed blev tidligere skel mellem folke- og forskningsbiblioteker udvisket over for brugerne. Den nye lov gav også lovmæssigt grundlag for at give offentlig adgang til en national fælleskatalog.

## Bibliotek.dk
Oprindeligt var tanken at DanBib skulle være et redskab for biblioteksmedarbejderne, men bl.a. inspireret af UBIS-udvalgets rapport lanceredes i 1998 projektet ”DanBib for folket”. Med den nye Lov om Biblioteksvirksomhed kunne Biblioteksstyrelsen i år 2000 åbne Bibliotek.dk, som var en offentlig tilgængelig nationalkatalog på nettet med bibliografiske oplysninger om materialer, der fandtes på de danske biblioteker, dvs. folke- forskningbiblioteker. Danbib blev udvidet med en national kørselsordning, således at bøger i det interurbane lånesamarbejde blev kørt mellem bibliotekerne i en selvstændig organisation. Hermed kunne alle borgere bestille bøger fra andre biblioteker til levering på sit eget bibliotek.